# メルデの実験

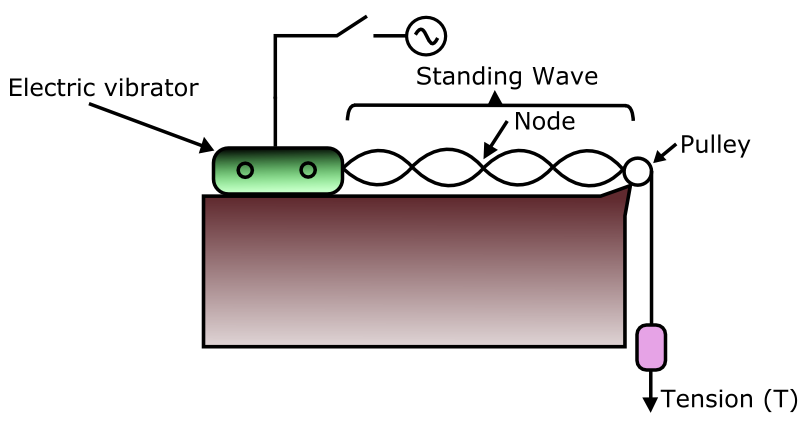
メルデの実験のモデル: ケーブルに接続された電気振動子が、ケーブルに張力を発生させる質量を吊り下げる滑車を駆動する。

メルデの実験（メルデのじっけん）は、ドイツの物理学者フランツ・メルデが1859年に行った科学実験であり、音叉（のちに改良され電気振動子に接続された）により振動するように張られた弦が作る定常波に関するものである。この実験"a lecture-room standby"は、力学的な波が干渉現象を起こすことを実証しようとしたものである。実験において、反対方向に伝播する力学的な波は、節と呼ばれる動かない点を作る。このような波は節と腹（振動する点）の位置が静止したままであるため、メルデにより「定在波」と呼ばれた。
定在波は、フランツ・メルデにより発見され、1860年頃に「定在波」(standing wave)という語が造語された。メルデは、音叉を使用して弦の共振周波数の2倍で張力を周期的に変化させることにより、弦にパラメトリックな振動を生成した。

## 歴史

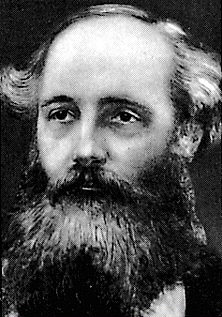
電磁放射の研究を開拓し、波動現象を研究したスコットランドの物理学者ジェームズ・クラーク・マクスウェル

自然界の波動現象は何世紀にもわたり研究され、中には科学史上論争になったテーマもあり、光の波動性についても同様である。17世紀には、アイザック・ニュートンは光を粒子説で説明した。18世紀にイングランドの物理学者トマス・ヤングがニュートンの理論を対比させ、波動論の基礎となる科学的根拠を確立した。19世紀の終わりに第二次産業革命の真っただ中に、技術としての電気の誕生は、波動論に新たな貢献をもたらした。この進歩により、フランツ・メルデは波の干渉や定在波の発生という現象を認識した。後にスコットランドの物理学者ジェームズ・クラーク・マクスウェルは、光の波動性を研究し、波動と電磁スペクトルを数式で表現することに成功した。

## 原理

定在波。不動点（赤い点）が節を示す。

横方向に振動している弦は、ギターの弦の振動やスタジオのモニタリングルームの定在波の節など、あらゆる振動音響システムに共通する多くの特徴を示している。この実験では、ギターの弦をチューニングしたときのピッチの変化と同じように、弦の張力を大きくしたときに生じる周波数の変化を測定する。ここから、弦やワイヤの単位長さあたりの質量を求めることができる。これをメルデの実験の原理という。
弦の単位長さ当たりの質量を求めるには、定規などを用いたもっと簡単な方法もあるが、ここでは結果の確認と比較のために使用される。
また、音叉を用いる場合、音叉と弦を平行に設置すると弦に生じる振動の振動数は音叉の振動数と同じになる。しかし、音叉を弦と垂直に設置すると、弦に生じる振動の振動数は音叉の振動数の1/2になる。